# Alexis Wetterbergh
Julius Alexis Wetterbergh, född 4 maj 1816 i Jönköping, död 23 augusti 1872 i Stockholm, var en svensk  målare och tecknare.
Han var son till hovrättsrådet Anders Johan Wetterbergh och Charlotta von Strokirch samt halvbror till Carl Wetterbergh. Han studerade i början av 1830-talet vid Konstakademin i Stockholm där han ansågs vara rikt begåvad och ett framtidslöfte. Han tilldelades en jetong vid modellskolan 1835 och medverkade i åtskilliga av akademiens utställningar 1834–1868. Under en kort glansperiod var han mycket anlitad som porträttör och utförde själfullt tolkade arbeten med säker teckning och god färghållning. Han missbrukade alkohol, vilket satte punkt för hans konstnärskap i början av 1850-talet. Hans senare arbeten är sämre. Trots sin alkoholism var han verksam som porträttör ännu på 1860-talet och utförde profilbilder i blyerts av konstnärskamrater. Bland hans mest uppskattade arbeten märks porträttet av professor G. Stephens och borgmästaren Loven från slutet av 1840-talet. Hans konst består av figurstudier och porträtt utförda i olja, akvarell och blyerts. Wetterbergh är representerad vid bland annat Nationalmuseum, Smålands museum, Gripsholm, Ateneum, Värmlands museum, Östergötlands museum, Norrköpings Konstmuseum, Uppsala universitet, Uppsala universitetsbibliotek, Konstakademien och Nordiska museet samt Sjöhistoriska museet.